# Заставнівський дендрологічний парк
Заста́внівський дендропа́рк — дендрологічний парк місцевого значення в Україні. Розташований у межах міста Заставна Чернівецької області, на вул. Івасюка. 
Площа 6 га. Статус надано згідно з рішенням 6-ї сесії обласної ради XXIV скликання від 27.12.2002 року № 127-6/02. Перебуває у віданні: Заставнівська міська рада. 
Статус надано для збереження дендропарку, де зростає 15 видів деревних порід, 40 видів трав'янистих рослин.